# Goworów (gromada)
Goworów – dawna gromada, czyli najmniejsza jednostka podziału terytorialnego Polskiej Rzeczypospolitej Ludowej w latach 1954–1972.
Gromady, z gromadzkimi radami narodowymi (GRN) jako organami władzy najniższego stopnia na wsi, funkcjonowały od reformy reorganizującej administrację wiejską przeprowadzonej jesienią 1954 do momentu ich zniesienia z dniem 1 stycznia 1973, tym samym wypierając organizację gminną w latach 1954–1972.
Gromadę Goworów z siedzibą GRN w Goworowie utworzono – jako jedną z 8759 gromad na obszarze Polski – w powiecie bystrzyckim w woj. wrocławskim, na mocy uchwały nr 11/54 WRN we Wrocławiu z dnia 2 października 1954. W skład jednostki weszły obszary dotychczasowych gromad Goworów, Gajnik i Michałowice ze zniesionej gminy Międzylesie oraz Nowa Wieś ze zniesionej gminy Domaszków w tymże powiecie. Dla gromady ustalono 11 członków gromadzkiej rady narodowej.
31 grudnia 1961 gromadę zniesiono, a jej obszar włączono do gromad: Międzylesie (wsie Goworów, Gajnik i Michałowice) i Domaszków (wieś Nowa Wieś) w tymże powiecie.